# Laurenz Hannibal Fischer

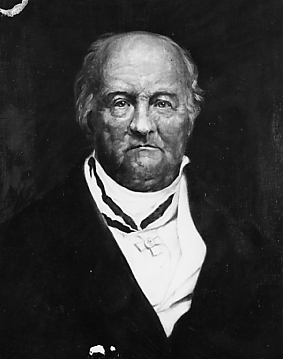
Laurenz Hannibal Fischer

Laurenz Martin Hannibal Christian Fischer (* 7. April 1784 in  Hildburghausen; † 8. August 1868 in Rödelheim) war ein deutscher Politiker und von 1831 bis 1848 Regierungspräsident des zum Großherzogtum Oldenburg gehörenden Fürstentums Birkenfeld.

## Leben

### Herkunft, Ausbildung und frühe Jahre
Fischer entstammte einer thüringischen Honoratiorenfamilie und war der älteste Sohn des Amtmanns Johann Christian Heinrich Fischer (1752–1804) und dessen Ehefrau Ernestine Friederike Caroline geb. Andreae (1749–1807). Er besuchte das Casimirianum in Coburg und studierte von 1802 bis 1804 Rechtswissenschaft an der Universität Göttingen. Im folgenden Jahr ließ er sich als Advokat in Hildburghausen nieder, wo der erfolgreiche und gut verdienende Jurist schon bald in das politische Leben des kleinen Herzogtums Sachsen-Hildburghausen eintrat. 1809 trat er als Syndikus in den Dienst der Stände, die ihn mit der kontrollierenden Überwachung eines dem Landesherrn gewährten Kredits beauftragten. Nach Einführung der Landständischen Verfassung 1818 wurde er im folgenden Jahr Landtagssekretär und Landrat. Er eignete sich in diesen Jahren eine gründliche Kenntnis aller Zweige der Verwaltung des Kleinstaats an und gehörte zu dessen wichtigsten Politikern. 1825 wurde er Domänenkanzleidirektor der Standesherrschaft Leiningen, deren zerrüttete Finanzen er innerhalb weniger Jahre sanierte.

### Im Dienst Oldenburgs
Auf Empfehlung seines Studienfreundes, des oldenburgischer Regierungspräsidenten des Fürstentums Lübeck Wilhelm von Grote, wurde Fischer Ende 1830 in den oldenburgischen Staatsdienst aufgenommen und mit den internen Vorarbeiten für eine Verfassung betraut, die der durch die Julirevolution verschreckte Großherzog August I. jetzt in Angriff nehmen ließ. Ausschlaggebend für seine Berufung waren neben Fischers erzkonservativer Einstellung wohl auch seine genauen Kenntnisse des Domänenwesens. Das komplizierte Problem der Trennung der auf privatrechtlichen Grundlagen beruhenden Einnahmequellen und des Domanialbesitzes der großherzoglichen Familie von den eigentlichen Staatseinnahmen spielte damals eine wichtige Rolle in der Verfassungsdiskussion. Fischers Vorschläge zur Lösung der Domanialfrage wurden von den anderen oldenburgischen Beamten abgelehnt. Trotzdem trat er nachdrücklich für die Gewährung einer landständischen Verfassung ein und legte dazu auch einen umfangreichen Entwurf vor.
Aus bisher ungeklärten Gründen wurde er nach wenigen Monaten von den Verfassungsberatungen ausgeschlossen und mit Wirkung vom 1. Juli 1831 als Regierungsdirektor (seit 1844 Regierungspräsident) an die Spitze der Verwaltung des zu Oldenburg gehörenden Fürstentums Birkenfeld ernannt. Hier setzte er sich tatkräftig für die Interessen des Landes und die Verbesserung der Lebensverhältnisse ein, ließ Elementarschulen sowie ein modernes Katasterwerk errichten und trieb den Ausbau des Straßennetzes voran. Auch bemühte er sich besonders um die Förderung der Landwirtschaft. So sorgte er selbst für die Einrichtung des landwirtschaftlichen Mustergutes Fischerhof und gab zwei landwirtschaftliche Zeitschriften heraus, in denen er auf verbesserte Methoden hinwies und von seinen eigenen Erfahrungen berichtete. 1844 zeichnete ihn der Großherzog mit dem Titel Geheimer Staatsrat aus. Die Juristische Fakultät der Universität Jena verlieh ihm im gleichen Jahr anlässlich seines 60. Geburtstages die Ehrendoktorwürde. Trotz seiner unbestreitbaren Verdienste als Regierungspräsident im Fürstentum Birkenfeld löste sein autokratisch-patriarchalischer Regierungsstil seit Beginn der 1840er Jahre zunehmend Kritik und Widerstand in der Bevölkerung aus. Nach dem Ausbruch der Deutschen Revolution von 1848 blieb er mit seinen Vorschlägen für ein hartes, auch militärisches Vorgehen völlig isoliert und musste unter Zwang im April 1848 das Fürstentum Birkenfeld verlassen. Einen Monat später wurde er in den Wartestand versetzt.
In der Folgezeit bemühte sich Fischer, der nach Jena gezogen war, erfolglos um eine Anstellung in einem der deutschen Staaten. Er veröffentlichte in diesen Jahren eine Reihe von politischen Schriften, in denen er seine reaktionären Ansichten verteidigte und scharf gegen die liberalen Ideen polemisierte.

### Auflösung der Reichsflotte

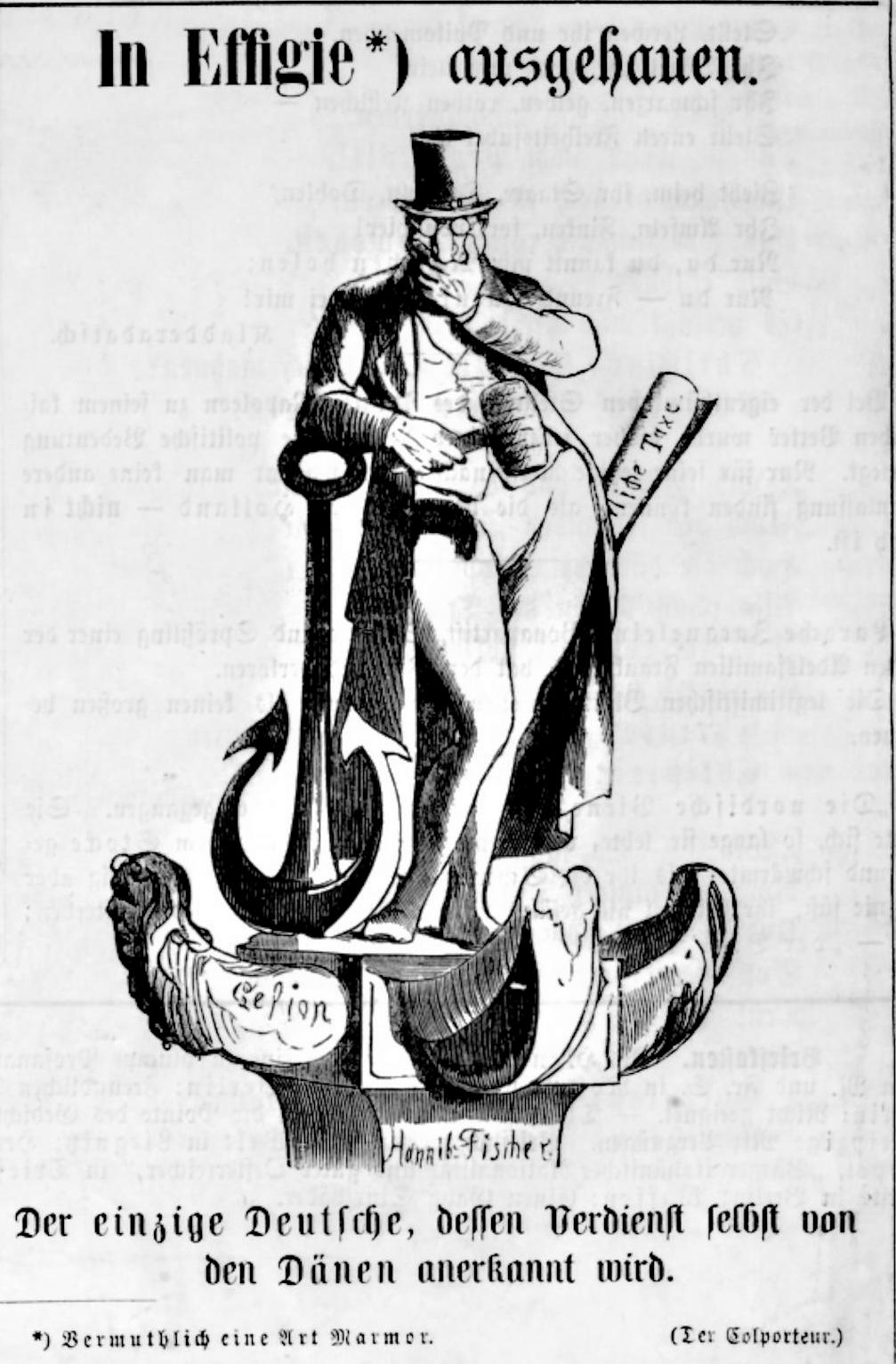
Karikatur im Kladderadatsch: Noch im Jahr 1864 witzelte der Zeichner, Fischer sei wegen der Flottenauflösung der einzige Deutsche, dessen Verdienste man auch in Dänemark anerkenne

Der Bundestag des Deutschen Bundes beschloss im April 1852 die Auflösung der zum Schutz deutscher Handelsschiffe im Schleswig-Holsteinischen Krieg gegen Dänemark geschaffenen deutschen Reichsflotte. Auf Vorschlag des oldenburgischen Bundestagsgesandten Wilhelm von Eisendecher wurde Fischer mit der Durchführung dieser Aufgabe betraut. Die oldenburgische Regierung, der er dienstrechtlich noch unterstand, untersagte ihm allerdings die Annahme. Auf Intervention Österreichs und Preußens wurde dieses Verbot zwar wieder zurückgenommen, Fischer allerdings aber dafür seitens Oldenburgs sofort in den Ruhestand versetzt.
Fischer nahm daraufhin die Aufgabe trotzdem an und bemühte sich anfangs, die Flotte auf die beiden deutschen Großmächte zu verteilen und sie dadurch in ihrem Grundbestand zu erhalten. Als dies fehlschlug, organisierte er die Verabschiedung der Mannschaften und versteigerte, nun aus dem oldenburgischen Staatsdienst förmlich entlassen und zum Bundeskommissar ernannt, die in Bremerhaven liegenden Schiffe der Nationalversammlung.
Seine Tätigkeit erregte dabei die Entrüstung des deutschen Volkes („Flottenfischer“ oder „Flottenverkäufer“) (siehe Karl Rudolf Brommy) und trug ihm noch Jahre später harte und emotional aufgeladene Kritik ein. Bevor er nach Bremerhaven kam, vermutete er auf den dort liegenden Schiffen „die Brutstätten des Radikalismus“. Tatsächlich fand er geordnete, disziplinierte Verbände vor. Die Auflösung nahm er als Befürworter der Flottenbestrebungen ungern, aber korrekt und fristgemäß vor, wofür ihm der Bundestag im März 1853 dankte.

### Im Dienst Lippes
Am 13. September 1853 wurde er von Fürst Leopold III. von Lippe-Detmold zum Kabinettsminister und Wirklichen Geheimen Rat ernannt, um die kurz zuvor erfolgte reaktionäre Aufhebung die Verfassungsreformen von 1848 und 1849 gegen eine Intervention des Bundestages abzusichern. Damit verursachte er die erst 1876 beseitigten Verfassungswirren in diesem Land. Neben der Verteidigung dieses Staatsstreichs leistete Fischer in Lippe aber auch Anerkennenswertes und setzte u. a. die Gleichstellung der Katholischen Kirche und der Lutherischen Gemeinden mit der Reformierten Kirche durch.
Nach knapp zweijähriger Tätigkeit, wurde Fischer am 3. Juli 1855 bei einer zufälligen Anwesenheit in Coburg wegen Majestätsbeleidigung verhaftet. Er hatte im Jahr 1852 für die sachsen-gothaische Ritterschaft eine Beschwerdeschrift verfasst, die an den Bundestag gerichtet war. Hintergrund waren die Rechte und Privilegien, die man ihr 1848 entzogen hatte. Nach Kautionsstellung wurde er wieder entlassen und später von der Appellationsinstanz, der Fakultät zu Breslau, freigesprochen. Der lippische Fürst Leopold III. ließ ihn jedoch fallen und enthob ihn am 17. Juli 1855 seines Amtes. Fischer veröffentlichte in der Folgezeit noch mehrere Verteidigungsschriften, in denen er das ihm widerfahrene Unrecht anzuprangern versuchte. Nach einem ruhelosen Wanderleben starb er vereinsamt und verarmt in Rödelheim bei Frankfurt.

### Wertung
In seiner Biographie im BHGLO bewertet der oldenburgische Historiker Hans Friedl Fischers politische Sichtweisen äußerst kritisch wie folgt:

„F.(ischer), dessen politische Gedankenwelt in der Aufklärung und in der spätabsolutistischen Staatslehre wurzelte, gehörte zu den Anhängern des patriarchalischen Obrigkeitsstaates, der durch eine aufgeklärte Beamtenschaft für die Wohlfahrt der politisch unmündig gehaltenen Bevölkerung zu sorgen suchte. An diesen schon früh ausgebildeten Ideen hielt er zeitlebens unverrückbar fest und vertrat sie mit arroganter Rechthaberei und borniertem Dogmatismus. Er isolierte sich damit selbst im konservativen Lager und wurde zu einem Reaktionär reinsten Wassers, der die liberale Bewegung doktrinär bekämpfte.“

## Familie
Fischer war seit dem 29. Juli 1809 verheiratet mit Christine Friederike Caroline geb. Fischer (1789–1847), der Tochter des Leibarztes Christian Philipp Fischer (1763–1819). Das Ehepaar hatte neun Kinder, von denen Laurenz Wilhelm (1810–1866) Rechtsanwalt und Politiker wurde und Friedrich August (1822–1901) Oberlehrer in Berlin und Schuldirektor in Straßburg. Die Tochter Clara Theodore (1815–1899) heiratete den späteren Regierungspräsidenten Johann Ernst Greverus (1807–1871) und Auguste Ernestine (1814–1896) den Präsidenten des Oberkirchenrats Justus Friedrich Runde (1809–1881).

## Werke
- Generalbericht aus dem Fürstentum Birkenfeld: 1832. Reprint Birkenfeld: Kreisverwaltung 1979
- Unpartheische Beurtheilung der Verfassung und Verwaltung der Gothaischen Feuerversicherungs-Bank für Teutschland: mit Grundlage der in dieser Sach erschienenen Anschuldigungs- und Vertheidigungsschriften. Heidelberg: 1834
- Landwirthschaftliche Humoresken: ein Gedenkbuch für seine Freunde. Frankfurt am Main: 1842
- Freundes-Worte eines teutschen Mannes an das badische Volk. Frankfurt a. M.: 1842
- Freundliche Mahnung an die Bewohner des Fürstenthums Birkenfeld. Birkenfeld 1845
- Des teutschen Volkes Noth und Klage. Frankfurt a. M.: Hermann 1845
- Der Patrimonial-Staat und die Demokratie: Väterlichkeit oder Volkswillen? Ein Beitrag aus dem praktischen Staatsleben. Jena: Cröker 1849
- Die Verfassungszustände des Fürstenthums Lippe in Bezug auf die bei dem Bundestag dagegen erhobenen Beschwerden. Detmold: Meyer 1853
- Aburtheilung der Jesuiten-Sache aus dem Gesichtspunct der historischen Kritik, des positiven Rechts und des gesunden Menschenverstandes. Leipzig: Hoffmann 1853
- Ehren- und Rechts-Vertheidigung des Fürstl. Lippischen wirklichen Geheimenrathes, Ritter des Koeniglich preussischen roten Adlerordens zweiter Klasse Laurenz Hannibal Fischer gegen die grossherzogl. Oldenburgische Regierung wegen verhängter Entfernung aus seiner gesetzlichen Heimath, Gehalts-Verkürzung, Dienstentsetzung, Pensionsentziehung und Verlustigung seiner Capitularstelle nebst der damit verbundenen Ordens-Präbende. (Als Manuscr. gedr. 1854)
- Politisches Martyrthum: eine Criminalgeschichte mit Actenstücken. Leipzig 1855
- Die teutschen Monarchieen und ihre Feinde: Denkschrift Teutschlands hohen Fürsten und Familien. Angehörigen sowie wahren Freunden der Monarchie gewidmet. Freiburg im Breisgau: Dilger 1856
- Worte der Wahrheit, der Pflicht-Treue und des Schmerzes; eine Bittschrift, den hohen Souverainen Teutschlands ... überreicht. Freiburg im Breisgau: 1857
- Der Teutsche Adel in der Vorzeit, Gegenwart und Zukunft vom Standpunkte des Bürgerthums betrachtet. Frankfurt am Main: Lizius 1852